# Szendy István
Szendy István (angolul: Stephen Szendy; névvariáns: Szendi István) (19. század) magyar és amerikai szabadságharcos.

## Élete
Valószínűleg komáromi menleveles, már 1849 végén amerikai földön volt. A nyugat-kanadai Montréalban kétkezi munkásként kereste meg a kenyerét. 1859-ben az itáliai Magyar Légió megalakulásának hírére Európába sietett, de már késve érkezett, 1859 júliusában megkötötték a villafrancai békét, s ez végképp elveszítette a magyar szabadságharc folytatásának reményét is. Szendy visszatért Amerikába és 1861 elején bekapcsolódott az amerikai polgárháborúba főhadnagyként az északiak oldalán, végigküzdötte a hosszú polgárháborút, s alezredesként szerelt le.